# Бюст Закруткина (Семикаракорск)
Бюст Закруткина — бюст писателя, лауреата Государственной премии СССР (1982), Сталинской премии третьей степени (1951) Виталия Александровича Закруткина в городе Семикаракорск Ростовской области.

## История
В городе Семикаракорске установлено несколько бюстов известным людям города и района: писателю В. А. Закруткину, писателю Б. Н. Куликову, строителю А. А. Араканцеву, руководителю рыболовецкого хозяйства И. В. Абрамову. Автором этих бюстов был семикаракорский скульптор, художник Иван Иванович Масличенко.
В городе на перекрестке проспекта Закруткина и улицы Ленина установлен бюст писателя В. А. Закруткина.
Закруткин Виталий Александрович родился 14 марта 1908 года в крымском городе Феодосия в семье учителя. В десять лет мальчик уже приучался к крестьянскому труду. В 1929 года его семья уехала жить на дальневосточную станцию Завитая.
В 1932 году Виталий Александрович окончил Благовещенский педагогический институт им. М. И. Калинина. С 1933 года занимался литературной деятельностью. В 1936 году окончил аспирантуру ЛПИ имени А. И. Герцена, защитил кандидатскую диссертацию.
Работал зав. кафедрой русской литературы в РГПИ. В годы Великой Отечественной войны служил в армии корреспондентом армейской и фронтовой газет. После войны работал доцентом РГУ имени В. М. Молотова и РГПИ. Написал художественные произведения: «Академик Плющев», «Сотворение мира», повесть «Матерь человеческая», «Без вести пропавший» и др.
Скончался 10 октября 1984 года. Похоронен в станице Кочетовской Ростовской области. Именем писателя назван проспект в городе Семикаракорске, улица в станице Кочетовской.

## Описание
Бюст писателя Виталия Александровича Закруткина установлен на бетонном постаменте в виде неровной стопки книг. Бюст с постаментом стоит на бетонном возвышении из трех ступенек со столбиками по углам.  В нижней части постамента выполнен окрашенный золотой краской барельеф на темы произведений писателя.
Территория вокруг памятника благоустроена.